# Prix Henry-Jousselin
Le prix Henry-Jousselin, de la fondation du même nom, est un ancien prix annuel de l'Académie française, créé en 1938 et « destiné à récompenser une œuvre de poésie légère (genre de poésie fugitive et facile comme la chanson) ».

## Liste des lauréats
- 1947 : Comte de Mougins-Roquefort pour La Muse vagabonde
- 1950 : Suzanne Buchot pour La Ronde en fleur
- 1951 : Louis Feste-Roussel pour Chansons et tableau
- 1952 : Lucienne Jouan pour À la marelle
- 1954 : 
  - Jane Guégan pour La Tour du rêve
  - Jeanne Prous-Guillaumie pour Les Menthes et les Sauges
- 1955 : 
  - Elvire Bricout pour En marge d’une légende
  - Émile Tourlac pour Quelques chansons
- 1956 : Paule Servonain-Meillier pour Feu rouge, feu vert
- 1957 : J-M Simon pour Jeunesse
- 1960 : Jacqueline Audibert pour Arabesques
- 1961 : Bernard Guillaumet pour Les Papillons du bon gueux
- 1963 : Armand Got pour Bestival
- 1966 : Jean Berthet pour Psaumes païens et Paroles sans romances
- 1967 : Roger Moret pour Vagabondages
- 1968 : Dieuw Schepel pour On m’a dit
- 1971 : Marie-Antoinette Porz-Even pour Les chants de Sarah
- 1974 : 
  - Daniel Bernard pour Amour de terres
  - Maurice Courant[2] pour O, toi que le vent glace
- 1975 : Marguerite Grépon  pour L’Être
- 1976 : 
  - Charles Bory pour Moyette
  - Andrée Rat-Patron pour Flamme du cri
- 1978 : Jean Fournier (1920-....) pour Les Soleils morts
- 1979 : Paul Thierrin pour Les Limonaires
- 1980 : Lyne Corbière-Friera pour L’Enfant de porcelaine
- 1981 : Pascal Perrat pour Un regard peut-être
- 1982 : Michel Beau pour Scriptoformes
- 1983 : Louis-Pierre Bouquet pour Éclaircies
- 1985 : 
  - Jean Jullion (1921-2001) pour Variations
  - Georges Raynal pour Fables. Chroniques animales contemporaines
- 1986 : Yves Duteil pour l'ensemble de ses chansons
- 1987 : Charles Dumont pour l'ensemble de ses chansons